# Houston Oilers 1977
La stagione 1977 degli Houston Oilers è stata la settima della franchigia nella National Football League, la 17ª complessiva. La squadra vinse tre delle prime quattro gare, incluso un 27-10 sui Pittsburgh Steelers all’Astrodome. Tuttavia, rallentanti dagli infortuni, gli Oilers persero cinque delle successive sei gare, non raggiungendo i playoff per l’ottavo anno consecutivo.

## Roster
| Roster degli Houston Oilers nel 1977 |
| --- |
| Quarterback - 11 Tom Duniven - 21 John Hadl - 7 Dan Pastorini Running Back - 26 Rob Carpenter FB - 47 Ronnie Coleman - 30 Don Hardeman - 31 Mike Voight - 45 Tim Wilson FB Wide Receiver - 83 Warren Anderson - 00 Ken Burrough - 89 Eddie Foster - 84 Billy Johnson Tight End - 86 Mike Barber - 88 Jimmie Giles Offensive Linemen - 75 Elbert Drungo G - 60 Ed Fisher G - 70 Conway Hayman G - 72 Kevin Hunt T - 55 Carl Mauck C - 64 George Reihner G - 73 Greg Sampson T - 76 Morris Towns T Defensive Linemen - 65 Elvin Bethea DE - 78 Curley Culp NT - 69 Andy Dorris DE - 71 Ken Kennard NT - 77 James Young DE Linebacker - 54 Gregg Bingham ILB - 52 Robert Brazile OLB - 57 Steve Kiner OLB - 51 Ted Thompson ILB - 59 Ted Washington OLB Defensive Back - 19 Willie Alexander CB/FS - 20 Bill Currier FS - 15 Al Johnson DB - 25 Kurt Knoff SS - 37 Mike Reinfeldt FS - 39 Art Stringer - 28 Mike Weger SS Special Team - 16 Toni Fritsch K - 18 Cliff Parsley P             |
| Legenda - I rookie sono in corsivo. - Il primo ruolo è il principale mentre gli eventuali successivi indicano i ruoli secondari. - (IR) sta per Injured Reserve ed indica la lista ristretta per un solo giocatore infortunato che può tornare ad allenarsi dopo la settimana 6 e a rientrare in prima squadra dopo che questa ha giocato 8 partite. - (NF-Inj.) / (NF-Ill.) stanno rispettivamente per Non-Football Injured e Non-Football Illness ed indicano le liste dove viene inserito un giocatore che ha un infortunio o una malattia non dipendente dal football americano. - (PUP) sta per Physically Unable to Perform ed indica la lista dove viene inserito un giocatore mentre è in attesa di recuperare la condizione fisica. Nella stagione regolare dopo la sesta partita giocata dalla propria squadra, il giocatore ha tempo tre settimane per riprendere ad allenarsi, più tre settimane aggiuntive dal suo rientro agli allenamenti per rientrare in prima squadra. |

## Calendario
| Stagione regolare |                        |           |
| Turno             | Avversario             | Risultato |
| 1                 | New York Jets          | V 20–0    |
| 2                 | at Green Bay Packers   | V 16–10   |
| 3                 | at Miami Dolphins      | S 27–7    |
| 4                 | Pittsburgh Steelers    | V 27–10   |
| 5                 | Cleveland Browns       | S 24–23   |
| 6                 | at Pittsburgh Steelers | S 27–10   |
| 7                 | at Cincinnati Bengals  | S 13–10   |
| 8                 | Chicago Bears          | V 47–0    |
| 9                 | at Oakland Raiders     | S 34–29   |
| 10                | at Seattle Seahawks    | V 22–10   |
| 11                | Kansas City Chiefs     | V 34–20   |
| 12                | Denver Broncos         | S 24–14   |
| 13                | at Cleveland Browns    | V 19–15   |
| 14                | Cincinnati Bengals     | V 21–16   |

## Classifiche
| AFC Central            | AFC Central | AFC Central | AFC Central | AFC Central | AFC Central | AFC Central | AFC Central | AFC Central | AFC Central |
|                        | V           | S           | P           | %           | DIV         | CONF        | PF          | PS          | Str.        |
| ---------------------- | ----------- | ----------- | ----------- | ----------- | ----------- | ----------- | ----------- | ----------- | ----------- |
| Pittsburgh Steelers(3) | 9           | 5           | 0           | .643        | 4–2         | 7–5         | 283         | 243         | V1          |
| Houston Oilers         | 8           | 6           | 0           | .571        | 3–3         | 6–6         | 299         | 230         | V2          |
| Cincinnati Bengals     | 8           | 6           | 0           | .571        | 3–3         | 6–5         | 238         | 235         | S1          |
| Cleveland Browns       | 6           | 8           | 0           | .429        | 2–4         | 5–7         | 269         | 267         | S4          |